# Abraham Saxenberg

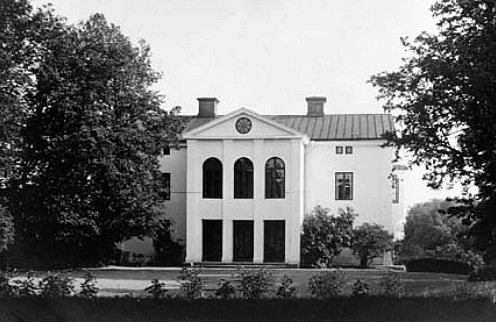
Hakunge gård 1905.

Abraham Saxenberg, född 1 december 1804, död 25 januari 1878 på Årsta slott, var en svensk godsägare. Han fann sin sista vila i gravplatsen för släkten Saxenberg, belägen på en lövträdsbevuxen kulle i Årsta slottsparkens södra del.

## Biografi

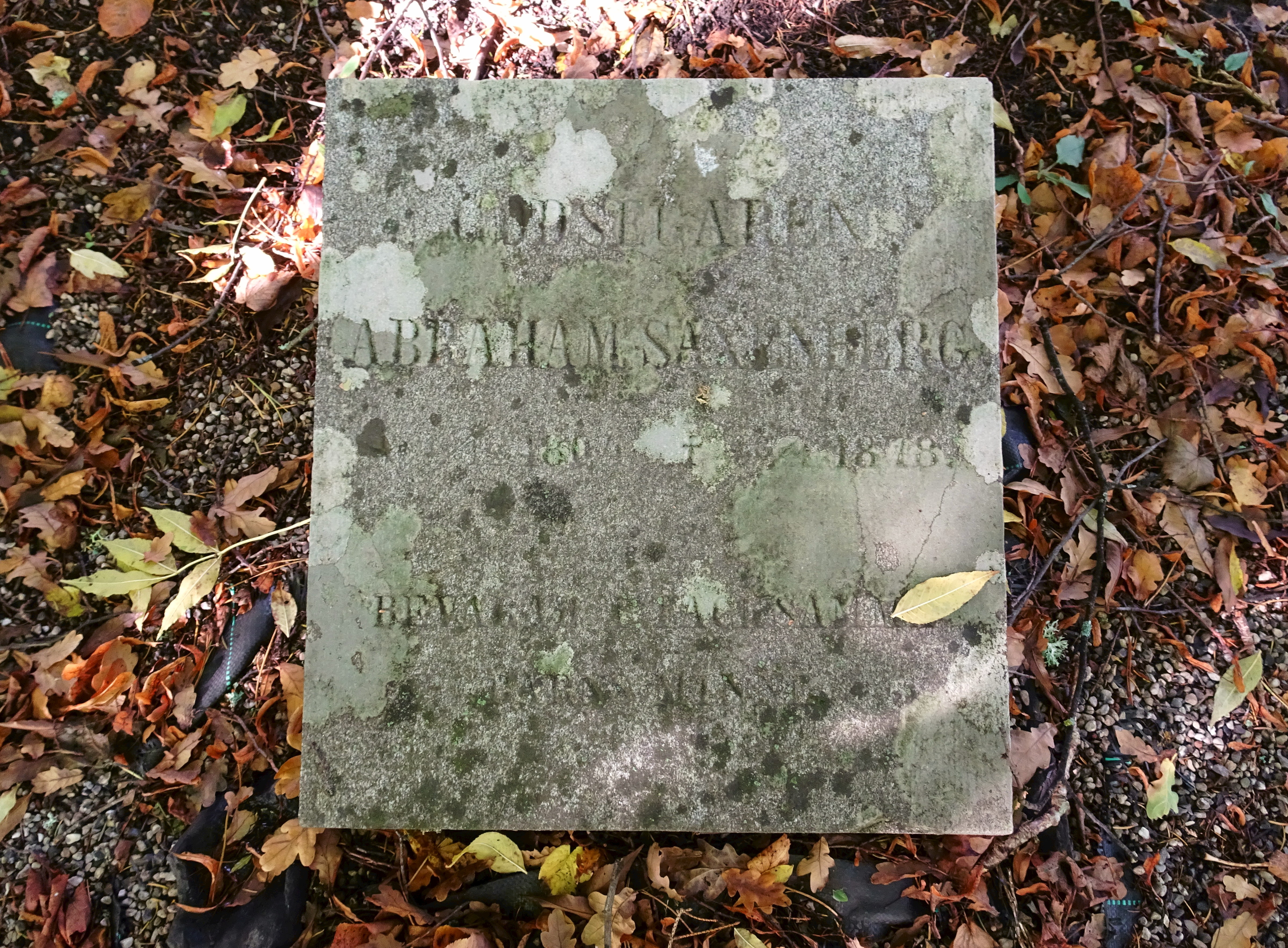
Saxenbergs minnessten.

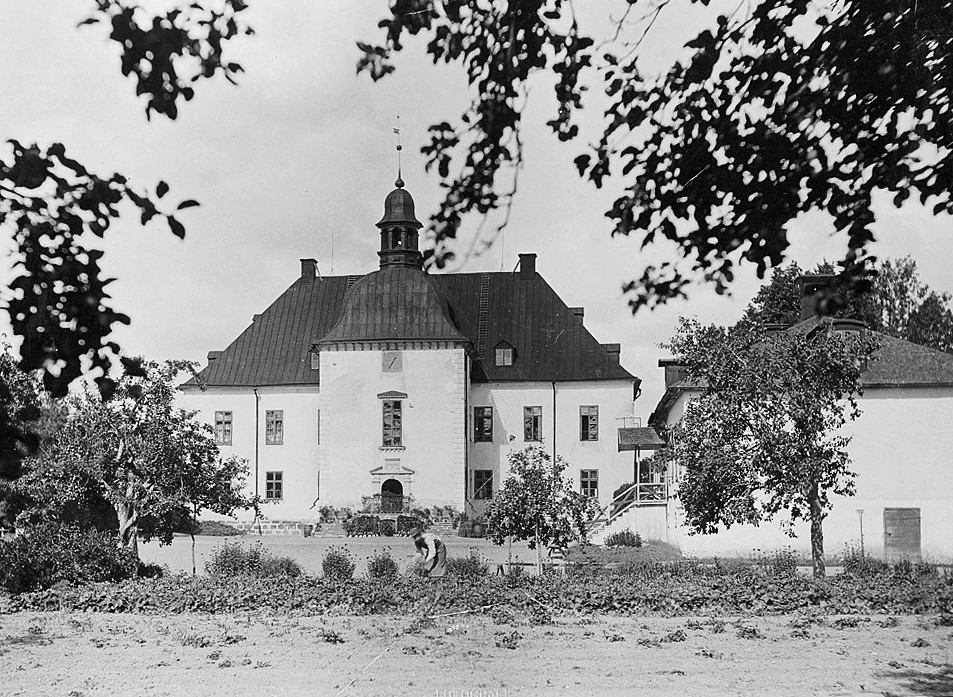
Årsta slott på Saxenbergs tid 1896.

Abraham Saxenberg var son till rusthållaren Johan Johansson (som antog namnet Saxenberg) och Christina Saxenberg. 1825 ärvde han föräldrarnas gods Hakunge i Össeby-Garns socken, dagens Vallentuna kommun. Han avsöndrade delar av egendomen och började reparation av huvudbyggnaden. 1830 gifte han sig med Christina Sophia, född Bennet. 
Paret fick elva barn bland dem Theresia Saxenberg, född 1843 på Hakunge. 1872 debuterade hon som operasångerska vid Kungliga Operan i Stockholm. En av sönerna, Karl (Carl) Saxenberg, blev arkitekt och ingenjör och ritade som 19-åring Bällsta väderkvarn åt sin morbror Knut Bennet, ägare till Bällsta gård.
År 1855 sålde Saxenberg egendomen Hakunge till kapten Johan Gustaf Dalman och året efter blev han ägare till godset Årsta slott i Österhaninge socken där han avled 1878. Under drygt 40 år (1856–1898) präglade familjen Saxenberg Årsta. Till familjens nära vänner hörde Fredrika Bremer som disponerade en våning på Årsta, Bremers fars gamla gods.
På en lövträdsbevuxen låg kulle i slottsparkens södra del ligger grav- eller minnesplatsen för släkten Saxenberg. Här är fyra stenar placerade i rad som bär följande inskriptioner: Simlärarinnan Emma Wilh. Lovisa Saxenberg, Fru Christina Sofia Saxenberg, född Bennet, Godsegaren Abraham Saxenberg och Arkitekten och Civilingenjören Karl Abr. Saxenberg. Troligen rör det sig om en minneslund, snarare än en gravplats. Minnesstenarna är enhetligt utformade och har  tillkommit vid ett och samma tillfälle omkring 1900-talets början. Den anlades av barnen till Abraham och Christina Saxenberg som på det viset ville hedra sina föräldrar och två av sina syskon, Emma och Karl.